# ディキノドン類
ディキノドン類 (Dicynodont) あるいはディキノドン下目 (Dicynodontia) は、四肢動物単弓類の絶滅した分類群の一つ。単弓綱 - 獣弓目 - 異歯亜目に属する。双牙類とも呼ばれる。古生代ペルム紀末期および中生代三畳紀初期において成功した絶滅生物群。その名「ディキノドン（古代ギリシア語: δύο "2"、古代ギリシア語: κυνόδους "犬歯、牙"、二本の牙）」の通り、口吻部から突き出た二本の牙が外観上の大きな特徴である。リチャード・オーウェンにより名付けられた。

## 進化史
ペルム紀中期に現れたディキノドン類は、急速に進化、放散していった。最古のディキノドン類とされる生物は、エオディキノドンである。いまだ体長は45cm程度と小型のままであった。吻部に小さな頬歯は残っているものの、発達した二本の犬歯を備えている。この時代以降、ディキノドン類はその勢力を拡げ始めるが、その一つがディイクトドンである。これはホリネズミ的な生態を持つ生物で、氾濫原の土手に穴を掘り、つがいで暮らしていた。彼らはこの中で育児を行っていたと思われる。これが、ディキノドン類が繁栄した一つの要因だと思われる。こうしてディキノドン類は一応の成功はおさめたとはいえ、未だ体長1メートルを超えるものはほとんど存在しなかった。これは、モスコプスなどの大型ディノケファルス類が存在していた為と思われる。
やがてペルム紀後期初頭に、ディノケファルス類が大幅に数を減じて滅ぶと、それに乗じてディキノドンなどの大型種が現れる。当時、最も成功した陸上脊椎動物であったといえる。この間に大小さまざまな草食動物および、短い手足で地面に巣穴を掘って暮らすものなど、多種多様な種が現れた。体長数センチメートルの小型のものから、頭骨だけで70センチメートルに達する様な大型のものまで30を超える属が存在し、きわめて高い多様性を見せていた。
しかしペルム紀末（P-T境界）、未曾有の大量絶滅が地球を襲う。これにより、地球上の生命の9割が淘汰された。三畳紀初頭、地上は高温にさらされ、酸素濃度は大きく低下した。故に、高温、低酸素の過酷な環境に耐える能力を持った生物のみが地上では生きながらえたのだ。それには穴居性が大きく関わっていると思われる。呼吸が阻害されやすい地下の環境に適応していたことが、低酸素の環境においては有利に働いたのではないかとされる。生き延びたディキノドン類は、こうした穴居性の小型種だったのであろう。
大量絶滅後の三畳紀初頭、いち早く地上に放散したのは、リストロサウルスであった。大量絶滅終了直後には既にパンゲア大陸各地にその姿を見せていた。獣弓類の中でも際立って広く分布し、三畳紀前期の示準化石となっている。また、三畳紀のディキノドン類は大型化の傾向が強い。全長3mのプラケリアス(Placerias)、4mのスターレッケリア(Stahleckeria) や5mのイスチグアラスティア(Ischigualastia) などが挙げられる。また、頭蓋などの部分骨格のみであるが、エレファントサウルス(Elephantosaurus) は8mに達するといわれている。彼らは皆カンネメイエリア科およびその近縁な科のメンバーであり、大量絶滅を生き抜いた種がごくわずかであったことが窺える。とはいえ、既に大型草食動物の地位はディキノドン類だけのものではなくなっていた。リンコサウルス類や同じ獣弓類のバウリア類などである。そして三畳紀後期を襲った中規模の大量絶滅により、彼ら共々ディキノドン類は大半が絶滅することになる。これ以降、大型草食動物の生態的地位は、竜脚形類などの恐竜に引き継がれ、新生代に哺乳類が適応放散するまで、単弓類の系統において現れることはなかった。
三畳紀以降の地層からディキノドン類の化石は発見されていない。おそらく三畳紀後期に絶滅したと考えられている。一時期かつてゴンドワナ大陸南部であった現オーストラリア、クイーンズランドにおいて、白亜紀前期の地層からディキノドン類と思われる化石が発見されたとの報告があった。しかし2020年の再研究の結果、この化石は新生代の大型草食獣ディプロトドンのものを誤認したものとされた。

## 特徴

### 骨格の特徴
頭骨頭頂孔の周囲に盛り上がりが見られる。側頭窓は拡大し、側頭部の骨の多くは弓状になっている。
吻部犬歯以外の歯が退化。初期のものを除いては、上顎犬歯以外の歯は消失する。角質の嘴やパッドに置き換わる。二次的に犬歯か縮小、代わりに顎骨が牙状に突出したプラケリアスの例もある。
顎関節大きく前後にスライドさせることが可能な構造になっている。「ワイヤー・カッター」と称されるこの構造で、植物を効率よく裁断することができたとされる。
二次口蓋エオディキノドンの段階で発達が見られる。
こうした特徴により、ディキノドン類の噛む力は非常に強力だったとされている。
四肢や全体の骨格の研究から、ディキノドン類は比較的活動的な生物だったとされているが、それはあくまでもディキノドン類が登場したばかりのペルム紀中期に限っての話で、時代が進むにつれ、ディキノドン類は周囲の陸棲捕食動物よりも相対的な足の速さは劣っていった。
ただし最末期のディキノドン類は多くが巨大だったため、わざわざ逃げ足の速さに頼らずとも済んだ可能性がある。仙椎は7個以上で、仙椎の変化が大型化に関係していた。

### 生態
食性口蓋の構造などから、極初期のグループを除きほとんどが植物食であったと思われる。
巣小型のもののほとんどが穴居性であったと思われる。二次口蓋の発達は、穴を掘ることへの適応だと思われる。ディイクトドンの巣の形状は、新生代中新世前期頃の北米に生息していた陸生ビーバー、パレオカストールの「悪魔のコルク抜き」と同様の螺旋構造となっていた。
育児巣穴の中で幼体がかたまって発見されたこともあり、彼らは育児を行っていたと考えられている。これは、脊椎動物最古の育児の記録である。既にディキノドン類が哺乳の原型に当たる行動までとっていたという仮説もあるが、検証は難しい。ただし、より古い時代に分岐した初期のディノケファルス類の皮膚化石に汗腺らしきものが確認されている。
天敵
ディキノドン類はペルム紀から三畳紀の間、多くの肉食動物の餌となっていた。ペルム紀から三畳紀前半は主に大型獣歯類(ゴルゴノプス・モスコリヌス・キノグナトゥス等)に、三畳紀では主に大型主竜類(エリスロスクス・フィトサウルス類・スモック等)に捕食されていたと考えられている。

## 系統
- 単弓類 Synapsida
  - 獣弓類 Therapsida
    - †異歯亜目 Anomodontia
      - パトラノモドン Patranomodon
      - ヴェニューコヴィア科 Venyukoviidae
      - ドロマサウルス下目 Dromasauria
      - ディキノドン下目 Dicynodontia

    - 獣歯類 Theriodontia

### 下位分類
- Colobodectes
- エオディキノドン上科 Eodicynodontoidea
  - エオディキノドン科 Eodicynodontidae : エオディキノドン
  - エンドシオドン類 Endothiodontia：エンドシオドン
- キンゴリア上科 Kingorioidea
  - キンゴリア科 Kingoriidae:キンゴリア
- ディイクトドン類 Diictodontia
  - エミドプス上科 Emydopoidea
    - システケファルス科 Cistecephalidae : システケファルス
    - エミドプス科 Emydopidae

  - ロベルティア上科 Robertoidea
    - ディイクトドン科 Diictodontidae : ディイクトドン
    - ロベルティア科 Robertiidae:ロベルティア
- プリステロドン類 Pristerodontia
  - ディナノモドン Dinanomodon
  - オドントキクロプスOdontocyclops
  - プロペラノモドンPropelanomodon
  - オーラコケファロドン科 Aulacocephalodontidae
  - ディキノドン科 Dicynodontidae : ディキノドン
  - カンネメイエリア科 Kannemeyeriidae : カンネメエリア,シノカンネメエリア,プラケリアス,ワディアサウルス,ラビドサウルス,ディノドントサウルス,ドリクラヌス
  - リストロサウルス科 Lystrosauridae : リストロサウルス
  - オーデノドン科 Oudenodontidae:オーデノドン
  - プリステロドン科 Pristerodontidae
  - シャンシオドン科 Shanisiodontidae
  - スターレッケリア科 Stahleckeriidae : スターレッケリア
  - クリプトドン科　Cryptodontidae：アウストラロバルバルス